# 高松短期大学
高松短期大学（日语：／ Takamatsu Tankidaigaku *），简称高短（たかたん），是一所位于日本香川县高松市的私立短期大学。

## 概要

### 简介
- 源流成立于1967年[1]。短期大学为于1969年开办[1]、由学校法人四国高松学园经营。

### 历史
- 1969年 高松短期大学成立并同时设置儿童教育学科[1]。
- 1971年 保育科第二部成立[1]。
- 1972年 专科儿童教育学专攻成立[1]。
- 1976年 音乐科含器乐专攻和声乐专攻成立[2]。
- 1980年 专科音乐专攻成立[3]。
- 1983年 秘书科成立[1]。
- 1991年 保育科第二部招生最后[2]。
- 1994年 今年5月30日、保育科第二部停办[2]。
- 1998年 儿童教育学科变更为幼儿教育学科[2]。
- 2000年 专科儿童教育学专攻变更为幼儿教育学专攻[1]。
- 2003年 幼儿教育学科变更为保育学科[2]。
- 2007年 音乐科招生最后[2]。
- 2010年 今年3月31日、音乐科[2]和专科音乐专攻[3]停办。

### 宪章
- 请参看高松短期大学的标志 （页面存档备份，存于） （日語） 2013年12月8日阅览。

## 学校环境
- 校区：在香川县高松市

## 历任校长
- 佃昌道：最后现在短期大学校长[4]

## 组织

### 学科
- 保育学科
- 秘书科

### 前学科
- 儿童教育学科[注 1]
  - 第一部[注 1]
  - 第二部[注 2]
- 音乐科[注 3]
  - 器乐专攻[注 4]
  - 声乐专攻[注 4]
- 秘书科

### 专科
| - 幼儿教育学专攻 - 音乐专攻 |

### 业余课程
| - 没有 |

### 附属机关
| - 图书馆 - 信息处理教育中心 - 终身学习教育中心 - 地域经济信息研究所 - 创业创造研究所 - 儿童研究所 |

## 相关链接
- 日本短期大学列表
- 高松大学